# ماري نيوراث
ماري نيوراث (بالألمانية: Marie Neurath)‏ أو ماري ريديميستر (27 مايو 1898 - 10 أكتوبر 1986)، كانت عضوًا في الفريق الذي طور طريقة فيينا للإحصاءات التصويرية، والتي سميت لاحقا باسم إسوتيب. كانت كاتبة ومصممة كتب تعليمية للصغار. كان شقيقها عالم الرياضيات كيرت ريديميستر. وولدت في براونشفايغ.